# 프랑수아 폴 드 브뤼에
프랑수아 폴 드 브뤼에 데걀리에(François Paul de Brueys d’Aigalliers, 1753년 2월 12일 ~ 1798년 8월 1일)는 프랑스의 해군 제독이다. 지방 군인 귀족 가문 출신으로 1766년 해군에 입대하였으며, 여러 차례의 지중해 항해와 미국 독립 전쟁에서 군 경력을 쌓았다. 1789년 프랑스 혁명이 발발했을 때 외국으로 망명하지 않고 프랑스 혁명 전쟁에 참전했다. 1793년의 공포정치기에 귀족이라는 이유로 해임당했으나 1795년 복직할 수 있었다. 공포정치기에 많은 귀족 장교들을 잃은 프랑스 해군은 항해 경험이 많은 장교를 원했기에 브뤼에는 빠르게 진급하여 1796년 소장, 1798년 중장이 되었으며 툴롱-지중해함대 사령관과 이집트 원정함대사령관을 역임했다. 그는 군사행정과 외교, 수로서지학에 능한 인물로 나폴레옹의 이탈리아 방면군과 이집트 원정군을 보조하고 오스만 제국의 태수들과 우호적인 관계를 유지하며 프랑스 해군의 개혁안 초안을 마련하는 데 일조했다.
그러나 짧은 함대사령관 경력과 그로 인한 함대전 지휘 능력의 부족은 브뤼에의 단점으로 꼽혔다. 1798년 8월 1일, 이집트의 아부키르 만에 정박하고 있었던 이집트 원정함대는 호레이쇼 넬슨 제독이 지휘하는 영국 함대의 공격을 받고 패하였으며 브뤼에는 전사했다. 아부키르 만 해전의 결과는 영국과 프랑스 양국에 큰 파장을 몰고 왔다. 프랑스에서는 패전의 근본적인 책임이 누구에게 있었는지를 두고 한동안 논쟁이 벌어지기도 하였다.

## 어린 시절
프랑수아 폴 드 브뤼에는 1753년 2월 11일, 프랑스 남부 랑그도크 지방(현 옥시타니 갸르 주)의 위제스에서 포레 연대(Régiment de Forez)의 장교였던 에걀리에 남작 프랑수아 가브리엘 드 브뤼에(François Gabriel de Brueys, baron d'Aigalliers)와 그의 두 번째 부인 마리 드 비베 드 세르베장(Marie de Vivet de Servezan)의 아들로 태어났다. 아버지에게는 열한 번째, 어머니에게는 넷째 아이였다. 에걀리에 남작가는 기원이 12세기까지 거슬러 올라가는 오래 된 대검귀족인 브뤼에 가문의 분가였지만 그들이 속한 작은 지역 사회 바깥까지 영향력을 발휘할 만큼 부유하거나 권세 있는 귀족은 아니었다.
한 살 때 어머니를 여읜 브뤼에는 일찍이 보케르의 교리사제회 부설 콜레주(Collège des Doctrinaires)에 보내져 기초 교육을 받았다. 몇 년 뒤 그의 아버지는 아들을 다시 위제스로 데려와 위제스의 콜레주에 다니게 했다. 이 무렵 브뤼에는 예술에 관심이 많았던 아버지의 영향으로 형제자매들과 함께 악기 교습을 받았으며 바이올린과 하프 연주 그리고 문학을 좋아하게 되었다. 그러나 그는 가문의 전통을 따라 군인의 길을 선택했다. 1766년, 13세의 브뤼에는 툴롱에서 프랑스 해군에 자원입대했다. 조부와 아버지, 숙부, 두 명의 형을 비롯한 가까운 친척들이 모두 육군에서 복무했음에도 불구하고 브뤼에가 해군에 입대한 이유는 불분명하다.
브뤼에처럼 사관후보생(garde de la Marine)으로 지원하기 전 선상 생활을 경험하기 위해 자원입대한 귀족 소년들이 하는 일은 일반 상선의 견습선원(mousse)들이 하는 것과 유사했다. 1766년 4월에서 12월 사이, 브뤼에는 전열함 프로텍퇴르 호(Le Protecteur)에 탑승하여 북아프리카와 레반트 연안을 항해하며 선박을 관리하고 운항하는 데 필요한 기본적인 지식과 배에서 지켜야 할 규칙들을 습득했다.

## 초기 경력

### 사관후보생 시절

#### 아틀랑트 호
1768년 8월 15일, 브뤼에는 사관후보생이 되었고 10월 1일 사관후보생 엘리트 분대(garde du pavillon amiral)에 선발되었다. 툴롱의 예비사관후보생 학교에서 2년 간의 교육과 실습을 마친 브뤼에는 1770년 5월 20일, 코르시카 총독 마르뵈프 백작(Charles Louis, comte de Marbeuf) 일행을 경호하여 코르시카까지 데려다 주는 임무를 맡은 프리깃 아틀랑트 호(L'Atlante)에서 근무를 시작했다.
13세기부터 제노바 공화국의 지배를 받고 있었던 코르시카인들은 제노바가 쇠락한 틈을 타 독립을 꾀했다. 1755년, 코르시카의 저항 운동을 주도한 파스콸레 파올리는 섬의 대부분 지역을 장악한 뒤 코르시카 공화국의 수립을 선포하기도 했다. 1768년 5월 15일, 제노바는 베르사유 조약을 통해 더 이상 통제할 수 없게 된 코르시카를 프랑스에 매각했다. 코르시카의 소유권을 넘겨받은 프랑스는 즉각 대규모 병력을 투입하여 코르시카인들의 저항 운동을 진압했다. 1769년 5월 8일, 폰테노보 전투에서 패한 파올리의 군대는 와해되었고 파올리는 영국으로 망명했다. 이후 프랑스는 총독을 파견하여 코르시카를 통치하고자 했다.
하지만 튀니스의 베이 알리 이븐 후세인은 프랑스의 코르시카 지배를 인정하지 않았다. 지중해에서 상업과 사략 활동의 거점을 마련하기 위해 코르시카의 항구를 원했던 알리 이븐 후세인은 이전부터 파올리와 우호적인 관계를 맺으려고 노력해 왔다. 그는 1768년 7월, 파올리에게 많은 선물과 함께 사절단을 보내 코르시카의 항구에 튀니스 선박들이 기항할 수 있는 권리를 얻어냈다. 그는 이 권리를 핑계로 자국 선박들이 코르시카 인근에서 프랑스 선박을 공격하는 것을 묵인했다. 프랑스 입장에서, 이는 몇 개월 전 체결한 베르사유 조약에 정면으로 위배되는 행동이었다.
알리 이븐 후세인의 외교 방침은 파올리가 망명하고 마르뵈프 백작이 코르시카 총독으로 부임할 때까지도 바뀌지 않았다. 프랑스는 마르뵈프 백작 일행을 데리고 코르시카로 갔던 함대를 북아프리카로 돌려 알리 이븐 후세인을 위협하고자 했다. 이 함대는 아틀랑트 호를 포함하여 전열함 2척, 프리깃 2척, 포격선 2척으로 이루어진 소규모 함대였지만 튀니스 인근의 항구 도시들을 공격하기에는 충분한 위력을 가지고 있었다. 프랑스 함대는 영국 함대의 견제를 받지 않고 북아프리카 연안에 도착하여 비제르테와 수스를 폭격했다. 이 포격전은 브뤼에가 경험한 첫 번째 전투였다. 알리 이븐 후세인은 프랑스 함대를 몰아낼 무력이 없었다. 그는 코르시카 문제에 더 이상 개입하지 않는 조건으로 프랑스와 화약을 체결했다. 임무를 완수한 프랑스 함대는 툴롱으로 복귀했다. 브뤼에는 약 6개월 동안 툴롱 항구에서 지상직으로 근무했다.

#### 키메르 호
1771년 9월 26일부터 1772년 5월 1일까지, 브뤼에는 지중해 동부에서 영국 선박들의 움직임을 정찰하고 북아프리카 해적들로부터 항로를 경비하는 임무를 맡은 전열함 키메르 호(La Chimère)의 승조원으로 근무했다.

#### 악시오네르 호
1772년 9월 29일, 브뤼에는 생도맹그로 가는 상선단의 경호 임무를 맡은 전열함 악시오네르 호(L'Actionnaire)에 탑승하여 처음으로 대서양을 건넜다. 그러나 그는 생도맹그에서 황열병에 걸려 회복될 때까지 그 섬에 머물러야만 했다. 이듬해 브레스트로 귀환한 브뤼에는 몇 개월 동안 브레스트 연안에서 화물선들의 물자 수송 작업을 지원했다.

#### 여러 번의 항해
1774년 6월 17일부터 1775년 1월 23일까지, 브뤼에는 지중해 동부의 항로 경비 임무를 맡은 프리깃 플로르 호(Le Flore)의 승조원으로 근무했다. 1775년 6월부터 9월 사이에는 지벡 생쥬 호(Le Singe)를 타고 리옹 만 일대를 순찰했다. 이후 1776년 4월 4일부터 10월 31일까지, 브뤼에는 지중해 동부로 항해할 실습함대(Escadre d'évolution, 전투가 아니라 사관후보생과 초급 장교들을 훈련시킬 목적으로 출항하는 함대) 소속의 전열함 프로방스 호(Le Provence)에서 사관후보생으로서의 마지막 훈련을 마쳤다.

### 초급 장교 시절
1777년 4월 4일 브뤼에는 정식 장교로 임관했다. 그는 온화하고 학구적인 성품을 가진 인물로서 상관들의 신임을 받았으며, 1778년 9월 12일 사관후보생 지휘관(brigadier, 대개 15-20여 명의 엘리트 사관후보생들을 통솔하고 교육했던 직책)으로 임명되었다. 이 시기에 브뤼에는 해군이라는 직업에 사명감과 애착을 갖게 된 것처럼 보인다. 1778년 초, 그는 육군 장교로 복무하고 있었던 큰형에게 다음과 같은 내용의 편지를 보냈다.   
제가 생각하는 방식은 완전히 바뀌었습니다. 그것이 제게 열정을 갖게 해 준다는 사실을 직시하게 된 이후로 말이지요. 지난 6개월 동안 단 하루도 육지에서 잠을 자 본 적이 없습니다. 이 직업에 많이 익숙해졌고, 여기에 관련된 모든 업무를 배우려고 노력하는 중입니다. 사실 이 일은 교양 있는 귀족 신사가 하기에는 그리 적절치 않은 일일지도 모르겠고, 어쩌다 그 사실을 자각하게 될 때마다 저도 조금은 당황스럽습니다. 하지만 저는 훌륭한 해군이 되기 위해서 그런 생활을 기꺼이 포기할 것이며 제 건강이 허락하는 한 다시 바다로 나갈 겁니다. 
1777년부터 1780년 사이 브뤼에는 전열함 세자르 호(Le César), 코르벳 플레슈 호(La Flèche), 프리깃 그라시외즈 호(La Gracieuse)의 승조원으로 근무했다. 이 선박들이 임무를 수행한 지역은 모두 북아프리카와 레반트 연안이었으며, 따라서 브뤼에는 이 일대의 항로와 항만 시설, 기후에 대해 많은 지식을 쌓을 수 있었다.

## 아메리카에서의 활동

### 미국 독립 전쟁
1780년 4월 23일 브뤼에는 기섕 제독(Luc Urbain du Bouexic de Guichen)의 총지휘 아래 앤틸리스 제도로 향할 함대에 소속된 전열함 테리블 호(Le Terrible)에 배치되어 아메리카로 이동했다. 테리블 호는 데스탱 제독(Charles Henri d'Estaing)의 지휘 하에 5월 15일부터 19일 사이 과들루프 인근 해상에서 로드니 제독이 지휘하는 영국 함대와 세 차례의 교전을 벌였다.

브뤼에는 마르티니크에서 프랑스 본토로 가는 상선들을 호위하여 잠시 브레스트로 귀환했다가, 1781년 3월 2일 그라스 제독(François Joseph Paul de Grasse) 함대 소속의 전열함 젤레 호(Le Zélé)를 타고 마르티니크로 되돌아왔다. 그라스는 미국 독립 전쟁에 참전한 로샹보 장군의 프랑스군을 해상에서 지원하고, 식민지의 물자를 실은 상선들을 서둘러 프랑스로 귀환시키고, 카리브 해에 있는 영국의 식민지들, 특히 자메이카를 점령하라는 임무를 받았다. 4월 29일, 프랑스 함대는 포르드프랑스 인근 해상에서 후드 제독이 지휘하는 영국 함대와 전투를 벌여 영국군을 몰아내고 포르드프랑스에 입항했다. 브뤼에는 이 전투에서 경미한 부상을 입었다.   

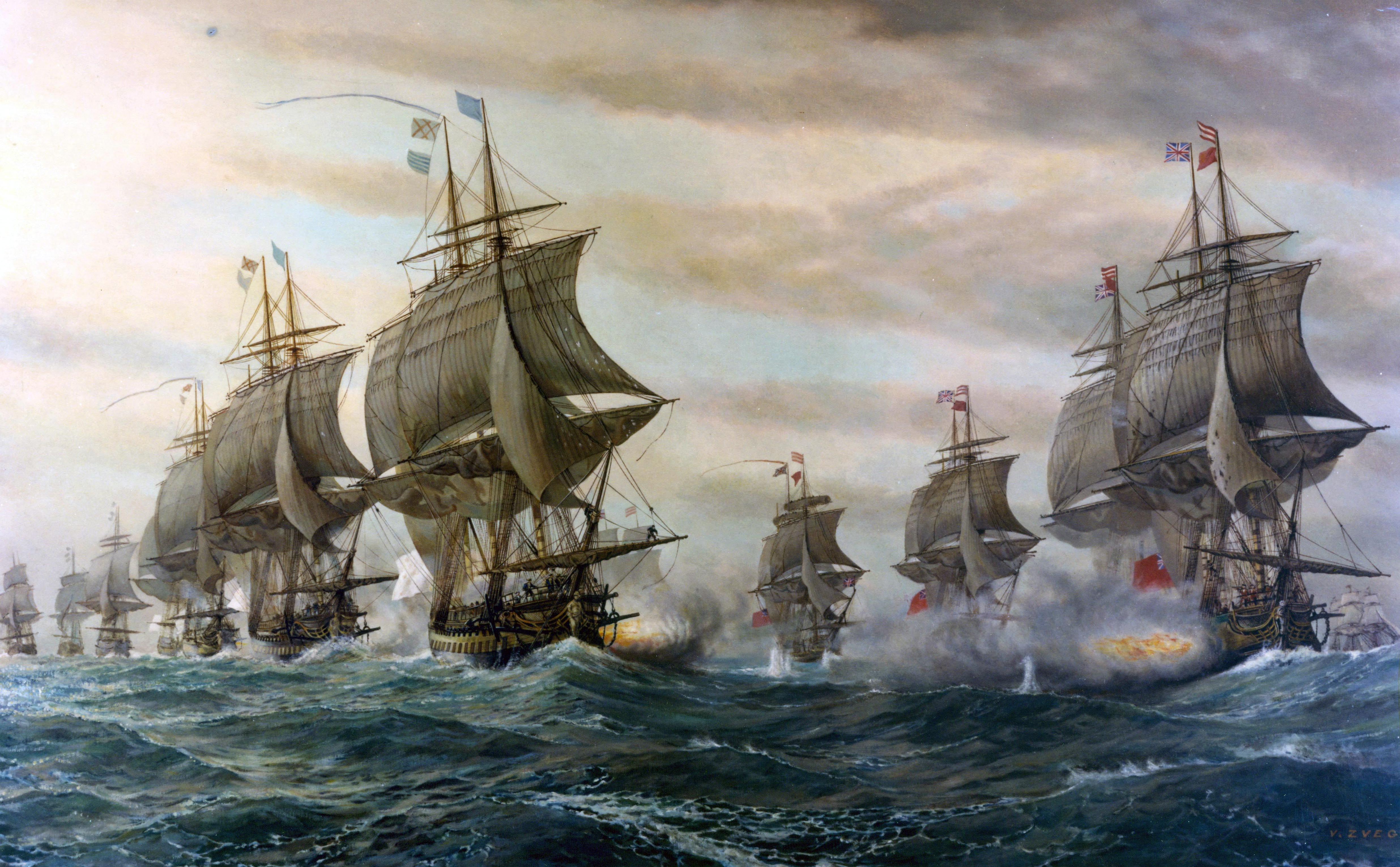
체사피크 만 해전

8월 3일, 그라스는 요크타운의 요새에 있는 영국군이 영국 함대와 연계하는 것을 차단하고 대륙군이 요크타운을 포위하러 진격하는 것을 지원하기 위해 체사피크 만으로 출발했다. 그는 물자를 가득 실은 상선들의 경호를 포기하고 거의 전 함대를 이끌고 나서는 대담함을 보여 주었다. 후드는 그라스보다 먼저 체사피크 만에 도착했으나, 해안이 텅 비어 있는 것을 보고는 프랑스군이 뉴욕으로 갔다고 오판했다. 뉴욕에도 프랑스군이 없다는 사실을 알게 된 그는 그레이브스 제독의 함대와 합류하여 서둘러 체사피크 만으로 되돌아왔다. 양측 함대는 9월 5일 체사피크 만에서 마주쳤다. 그라스의 대담함으로 인한 숫적 우세와 영국 제독들의 연이은 실수 덕분에 프랑스 함대는 체사피크 만 해전에서 승리를 거두었다. 브뤼에는 이 전투에서 부상을 입었다.

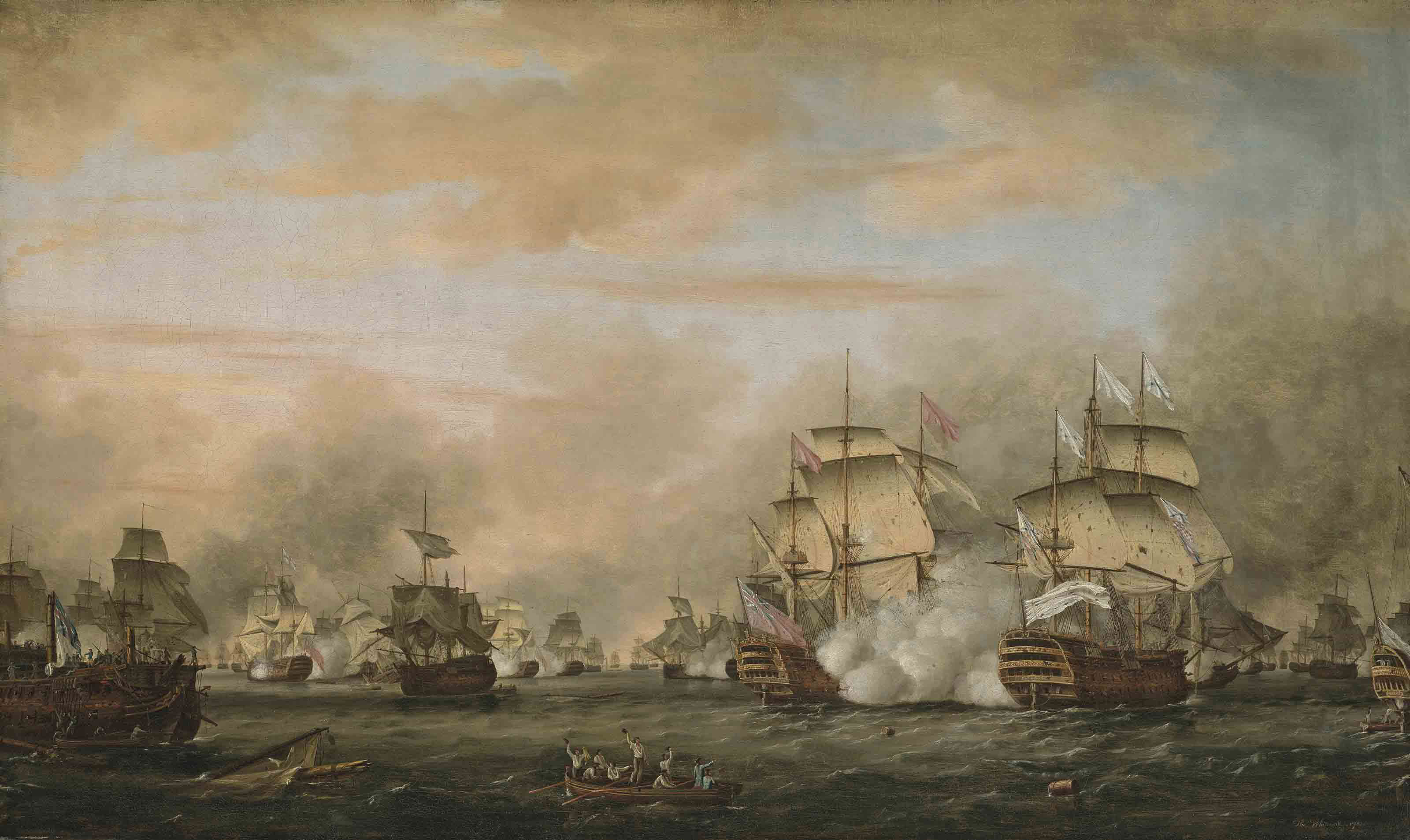
생트 해전

이후 프랑스 함대는 카리브 해의 영국 식민지들을 공격했다. 1782년 1월 12일, 그라스는 영국령 세인트키츠 섬에 군대를 상륙시켰다. 영국군은 요새로 들어가 항전했다. 프랑스 함대는 해안가에 일렬로 늘어서 요새를 향해 포격을 가했다. 1월 25일 뒤늦게 도착한 후드의 영국 함대는 프랑스 함대와 해안선 사이로 미끄러져 들어가 방어진을 펼치는 놀라운 전술을 보여 주었다. 그는 섬에 있는 영국 육군이 항복하는 것을 막을 수는 없었지만 프랑스 함대가 육상에 포격을 가하는 것은 막아냈다. 브뤼에는 세인트키츠 해전에서도 부상을 입었다. 그러나 후드의 함대 운용은 브뤼에에게 깊은 인상을 주었으며, 훗날 브뤼에가 아부키르 만에서 시행했던 일자 방어진은 세인트키츠 해전의 영향을 받은 것이었다.
세인트키츠 섬을 점령한 그라스는 자메이카를 점령할 계획을 세웠다. 4월 7일, 35척의 전열함과 100척 이상의 상선 및 화물선단으로 구성된 대함대가 포르드프랑스 항을 떠났다. 그들은 생도맹그에서 육군 병력을 태우고 에스파냐 함대와 합류하여 자메이카 북부 해안을 강습할 예정이었다. 로드니가 지휘하는 영국 함대가 이 사실을 깨닫고 프랑스 함대를 추격했다. 4월 9일 짧은 교전이 벌어졌다. 로드니는 그라스가 전투에 응할 것이라 생각했지만, 보호해야 할 화물선이 많았던 그라스는 최대한 교전을 피하며 신속하게 자메이카로 이동하고자 했다.
그러나 4월 10일 예기치 못한 사건이 벌어졌다. 화물선을 보호하느라 밀접하게 붙어 있던 젤레 호와 마냐님 호(Le Magnanime)가 강풍에 휩쓸려 충돌했다. 마냐님 호는 수리를 위해 과들루프로 예인되었고 젤레 호는 응급수리를 마친 뒤 대열에 합류했다. 하지만 11일 저녁, 상태가 좋지 않았던 젤레 호가 다시 한 번 강풍에 휩쓸리며 기함 빌드파리 호(Ville de Paris)를 들이받았다. 빌드파리 호는 함포 104문의 거대한 1급 전함이었기에 젤레 호는 바우스프릿이 부러지는 등 크게 파손되었다. 다음날 아침 젤레 호 역시 수리를 위해 과들루프로 예인되었다. 이것이 영국 함대의 눈에 띄었다. 영국 함대가 대열에서 이탈한 젤레 호와 예인선을 나포하려고 하자 그라스는 아군 전함을 보호하기 위해 함대를 영국군 쪽으로 움직였다. 전투는 피할 수 없게 되었다. 브뤼에를 포함한 젤레 호의 장교들은 과들루프로 계속 이동했기 때문에 이 생트 해전에는 참전하지 않았다. 그들은 프랑스 함대가 대패했다는 소식을 과들루프에서 전해 들었다.
1782년 7월 1일 젤레 호는 프랑스로 귀환하기 위해 과들루프를 떠났다. 1783년 3월 18일 영국과 프랑스는 화약을 체결했으며, 브뤼에는 장기 휴가를 받아 고향 위제스로 돌아갔다. 11월 13일 그는 미국 독립 전쟁에서 세운 공적으로 인해 생루이 훈장 슈발리에급을 수훈받았다.

### 해양 탐사
1784년 10월 6일 브뤼에는 브리그 시앙드샤스 호(Le Chien-de-Chasse)의 함장으로 임명되어 앤틸러스 제도 일대에서 상선들을 보호하고 항로를 조사하는 임무를 맡았다. 이 무렵 브뤼에는 마르티니크 플랜테이션 농장주의 딸 마리 안 오뱅 드 벨뷔(Marie Anne Aubin de Bellevue)를 만나게 되었고 1785년 5월 29일 그녀와 결혼했다. 하지만 그는 업무 때문에 결혼한 지 2주 만에 마르티니크를 떠났다.
1787년 6월 5일, 브뤼에는 브리그 쿠뢰르 호(Le Coureur)의 함장으로 임명되어 토바고 섬의 해안 지형과 항구를 측량하고 수로서지와 해도를 개정하는 임무를 맡았다. 그가 제출한 해도와 보고서는 해군대신의 극찬을 받았으며 곧 인쇄되어 앤틸러스 제도로 향하는 프랑스 선박들에 배포되었다. 이는 브뤼에의 재능이 다소 학술적이고 행정적인 측면에 있었다는 사실을 보여 준다.

## 프랑스 혁명 전쟁

### 혁명 초기의 상황들
1788년 여름, 브뤼에는 1년간의 장기 휴가를 받아 아내를 데리고 프랑스로 돌아갔다. 1789년 초 그는 왕립해군학회의 정회원으로 위촉되었으며 첫째 딸 아델 마리 안(Adèle Marie Anne)이 태어났다. 그러나 뒤이은 프랑스 혁명의 발발로 귀족 출신이었던 브뤼에는 곤란한 처지에 놓였다. 많은 귀족 장교들이 외국으로 망명했지만, 브뤼에는 부유한 귀족도 아니었고 태어난 지 얼마 안 된 딸까지 있어 국내에 머무르는 편을 택했다. 브뤼에는 1790년 9월 22일 간신히 코르벳 풀레트 호(La Poulette)의 함장 직위를 얻을 수 있었다.
브뤼에는 프랑스 영사 일행을 알제까지 데려다 준 뒤 주오스만 프랑스 대사 슈아죌(Marie-Gabriel-Florent-Auguste de Choiseul-Gouffier)을 만나기 위해 이스탄불로 향했다. 그는 도중에 튀니스, 몰타 섬, 트리폴리, 이즈미르, 테살로니키에 차례로 기항하여 프랑스 정부의 동향을 전하고 현지 관료들과 우호적인 관계를 맺었다. 슈아죌은 브뤼에에게 러시아 함대의 준동을 파악하고, 베네치아에 도착해 있는 그의 가족을 이스탄불로 데려와 달라고 부탁했다.
1791년 8월 초 브뤼에는 해군부의 명령서를 받기 위해 잠시 툴롱으로 귀환했다. 그는 툴롱에서 둘째 딸이 태어나자마자 죽었다는 소식을 들었지만 집에 들러 아내를 만날 여유가 없었다. 풀레트 호는 8월 중순 툴롱 항을 떠나 트리에스테에서 슈아죌 대사의 가족들을 태우고 이스탄불로 향했다.
1792년 1월 1일 브뤼에는 전열함 함장(capitaine de vaisseau)으로 진급했고 전열함 트리콜로르 호(Le Tricolor)의 함장으로 임명되었다. 7월 18일, 트리콜로르 호는 트레빌 제독과 트뤼게 제독(Laurent Truguet)이 지휘하는 지중해 함대에 편성되어 제노바 공화국을 위협하러 나섰다. 10월 19일, 트뤼게의 지휘 하에 프랑스 함대가 오넬리아를 폭격했다. 제노바는 협상을 요청했다. 협상이 진행되는 동안 함대는 12월 10일까지 라스페치아 만에 대기하고 있었다. 12월 10일에 트뤼게는 정부로부터 새로운 명령을 받았다. 함대 중 전열함 다섯 척은 트뤼게를 따라 코르시카로 가고, 나머지는 트레빌의 지휘 하에 나폴리 왕국으로 가라는 것이었다.
트리콜로르 호는 트레빌 함대에 편성되었다. 트레빌은 브뤼에에게 선두를 맡겼다. 프랑스 함대는 12월 16일 나폴리 만에 도착하여 전열을 이루고 늘어섰다. 나폴리 국왕 페르디난도 1세는 프랑스 함대와 갈등을 빚고 싶지 않았으므로, 트레빌과 휘하 함장들을 환영하고 프랑스와 전쟁할 뜻이 없음을 밝혔다. 12월 말 나폴리를 떠난 트레빌 함대는 트뤼게 함대와 합류하여 프랑스에 적대적인 사르데냐 왕국의 칼리아리를 공격했다. 그러나 칼리아리 시는 한 달 동안 프랑스 함대의 포격을 견뎌냈다. 오히려 프랑스 전열함 4척이 칼리아리에서 날아온 포탄에 맞아 손상되었다. 칼리아리 공격은 실패로 끝났다. 정부는 칼리아리 공격을 포기하고 툴롱으로 복귀하라고 명령했다.
1793년 5월 3일 지중해 함대는 툴롱 항에 도착했다. 그러나 공포정치의 시작으로 흉흉해진 분위기만이 그들을 맞이했다. 브뤼에를 비롯한 귀족 출신 함장들은 배에서 내리자마자 체포되어 라말그 요새(Lamalgue)에 감금당했다. 브뤼에는 이틀 뒤 석방되었지만 반강제로 함장 직위에서 물러나야만 했다. 툴롱에 있던 그의 집과 위제스의 브뤼에 가문 저택은 약탈당하고 파괴되었다. 9월 17일 정부가 브뤼에를 공식적으로 해임했을 때, 그는 이미 가족들을 데리고 어디론가 몸을 숨긴 상태였다. 때문에 그는 툴롱에서 일어난 소요 사태와 툴롱 포위전에는 휘말리지 않을 수 있었다.

### 함대 지휘관
브뤼에는 1795년 6월 5일, 공포정치의 후폭풍이 사그라들고 그의 전 상관이었던 트뤼게가 해군부에서 중요한 위치를 차지했을 때에서야 해군에 복귀할 수 있었다. 그는 전열함 기욤 텔 호(Guillaume Tell)의 함장으로 임명되었으며 마르탱 제독(Pierre Martin)이 지휘하는 툴롱 함대에 배치되었다. 1796년 초 저비스 제독(John Jervis)이 지휘하는 영국 함대가 툴롱 재봉쇄를 꾀했기 때문에 프랑스 함대는 툴롱 항구에 끼어 있었다. 그러나 나폴레옹의 이탈리아 방면군이 연이은 승리를 거두어 이탈리아의 항구들을 장악하고 8월에 프랑스와 에스파냐가 동맹을 맺어 적의 함대 수가 증가하자, 영국 정부는 지중해보다 도버 해협의 방어를 강화하기를 원했다.

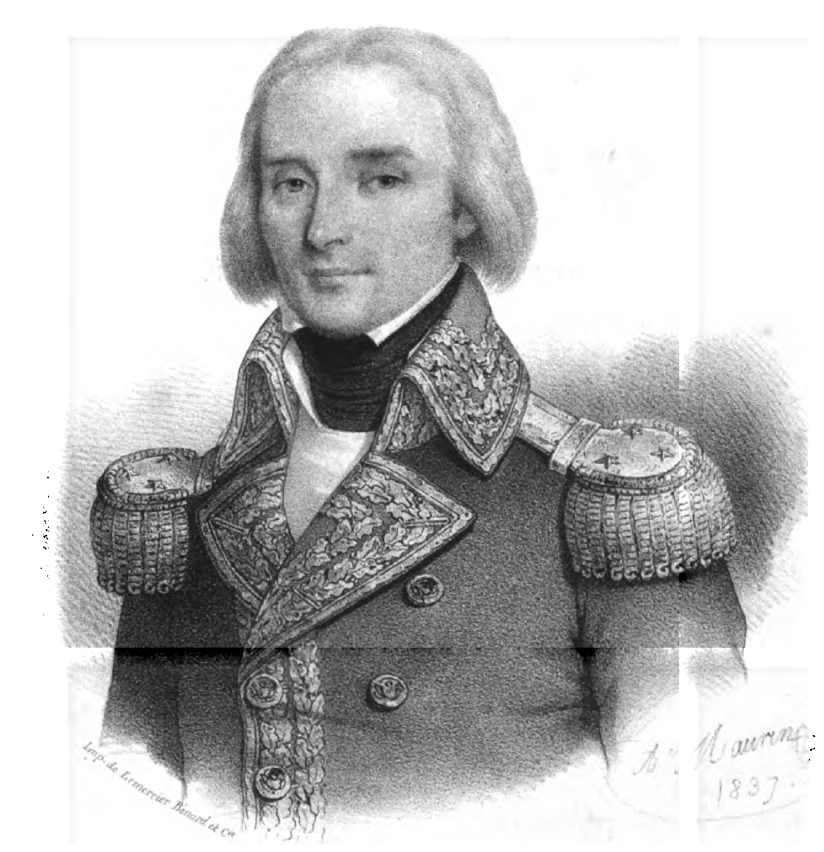
브뤼에 제독

1796년 9월 22일, 브뤼에는 소장으로 진급하여 제독이 되었다. 이듬해 6월 25일, 그는 베네치아의 안전을 확보하고 이탈리아 방면군을 해상에서 지원하라는 명령을 받고 툴롱 항을 떠났다. 7월 13일 코르푸에 도착한 브뤼에는 6척의 전열함과 2척의 프리깃함으로 구성된 베네치아 함대를 발견했지만, 선박의 상태는 좋지 않았고 보급 물자도 별로 없었다. 그는 서둘러 베네치아로 가서 보급을 충당하고 나폴레옹을 만나고자 했다.
8월에 베네치아에서 브뤼에를 만난 나폴레옹은 그의 성과를 칭찬했다. 그들은 파리에서 한 번 만난 적이 있었고, 브뤼에 부인이 같은 마르티니크 출신인 조제핀 드 보아르네의 친구였기에 이미 잘 아는 사이였다. 나폴레옹은 브뤼에에게 망원경을 선물했다. 프랑스 함대는 40일가량 베네치아에 머물렀다.
1797년 9월, 브뤼에는 툴롱-지중해함대 사령관으로 임명되었다. 당시 프랑스 해군부의 재정 상황은 그리 좋지 않았다. 브뤼에는 그의 온화한 성격과 행정 능력을 발휘하여 알리 파샤와 같은 현지 유력자들과 우호적인 관계를 유지함으로써 프랑스 함대의 주둔과 보급품 충당을 용이하게 하고자 했고, 함대의 장부를 검토했다. 또한 그는 1797년 11월부터 1798년 3월 사이 해군 인사 및 훈련 체계에 대한 개혁안들을 작성하기도 했다.
1798년 3월, 브뤼에는 함대를 브레스트로 집결시키라는 명령을 받았다. 목적지는 마치 영국 쪽인 것처럼 보였다. 그러나 그는 곧 프랑스 함대의 진정한 목적지가 이집트라는 사실을 알게 됐다.

## 가족 관계
브뤼에는 마르티니크에서 플랜테이션 농장 경영 및 설탕 무역으로 부를 쌓은 벨뷔 가문의 마리 안 오뱅 드 벨뷔(Marie Anne Aubin de Bellevue)와 결혼하여 1남 3녀를 두었다.
- 부인 : 마리 안 오뱅 드 벨뷔 (1767-1859)
  - 장녀 : 아델 마리 안 드 브뤼에 (1789-1807)
  - 차녀 : 영아 때 사망 (1791)
  - 장남 : 프랑수아 막심 드 브뤼에 (1795-1857), 브뤼에 백작
  - 3녀 : 주네비에브 엘렌 드 브뤼에 (1798-1820)

## 관련 장소 및 기념물
- 프랑스 옥시타니 갸르 주 위제스 부케리 가 17번지에 생가가 남아 있다.
- 프랑스 옥시타니 갸르 주 위제스, 오트갸론 주 퀴뇨에 브뤼에의 이름을 딴 도로가 있다.
- 프랑스 옥시타니 갸르 주 위제스에 동상이 있었으나 1942년 제2차 세계대전 도중 철거되었다.
- 프랑스 옥시타니 갸르 주 위제스, 님에 기념비가 있다.
- 프랑스 옥시타니 갸르 주 위제스의 조르주 보리아스 박물관, 일드프랑스 이블린 주 베르사유의 베르사유 궁전 승전갤러리, 브르타뉴 모르비앙 주 로리앙의 해군박물관에 초상화와 흉상이 있다. 조르주 보리아스 박물관의 초상화만이 생전에 그린 것이며, 나머지는 사후에 그려진 상상화이다.
- 프랑스 파리 에투알 개선문 남면 23열에 이름이 있다.

## 참고 문헌
- 앤드루 램버트 (2005). 《넬슨 : 대영제국을 구한 바다의 신》. 번역 박아람. 생각의나무. ISBN 89-8498-414-0.
- Battesti, Michele (1998). 《La bataille d'Aboukir 1798》. Paris: Economica. ISBN 2-7178-3740-X.
- Gourdou, Jean-Francois (2010). 《Brueys : Premier admiral de Napoleon》. Paris: La Compagnie Litteraire. ISBN 978-2-87683-276-3.
- Humble, Richard (2019). 《Napoleon's Admirals》. Oxford: Casemate. ISBN 978-1-61200-808-0.
- Monaque, Remi (2016). 《Une histoire de la marine de guerre française》. Paris: Perrin. ISBN 978-2-262-03715-4.
- Testu de Balincourt, Edgard (1894). 《Le vice-amiral comte de Brueys》. Nimes: Clavel et Chastanier.
- Thomazi, Auguste (2004). 《Les Marins de Napoleon》. Paris: Tallandier. ISBN 9791021016668.